# Glælognskviða

La Glælognskviða est un poème scaldique composé vers 1030 par le scalde islandais Þórarinn loftunga en l'honneur de Sveinn Alfífuson, qui dirigeait alors la Norvège. Il y est toutefois principalement question des miracles de saint Óláfr. 

## Contexte
En 1028, le roi de Danemark et d'Angleterre Knútr le Grand s'empara de la Norvège dont le roi, Óláfr Haraldsson, dut s'enfuir. Óláfr tenta de reconquérir son royaume mais il fut vaincu et tué à la bataille de Stiklarstaðir (1030). Knútr désigna alors son fils, Sveinn Alfífuson, qui gouvernait jusque-là Jómsborg, pour régner sur la Norvège. Óláfr s'était efforcé, durant son règne, de christianiser son pays, et, après sa mort, il fut très vite considéré comme un saint et un culte lui fut rendu à Niðaróss (Trondheim), dans l'église où ses reliques avaient été transportées.

## Résumé
Ce sont ces événements qui sont évoqués dans la Glælognskviða, dont dix strophes en kviðuháttr ont été conservées. Il est d'abord question du retour de Sveinn et de ses hommes au Danemark puis de son intronisation en Norvège (strophes 1-2). Le scalde évoque ensuite Óláfr, le saint roi, désormais au royaume des cieux (3-4). Puis sont énumérés plusieurs miracles : cheveux et ongles d'Óláfr poussent encore, comme s'il était toujours en vie (5), les cloches sonnent d'elles-mêmes (6) et des cierges s'allument tout seuls (7), sourds et aveugles sont guéris (8). Þórarinn exhorte enfin Sveinn à prier Óláfr qu'il lui accorde de régner sur la Norvège, et qu'il intercède auprès de Dieu pour qu'il donne au pays « prospérité et paix » (ár ok friðr) (9-10).